# Oona Kauste
Oona Kauste (Espoo, 4 gennaio 1988) è una giocatrice di curling finlandese.

## Carriera
Nel 2018 ha partecipato ai Giochi olimpici di Pyeongchang, in Corea del Sud.

## Palmarès

### Campionati europei misti
- Bronzo a Erzerum 2012.

### Campionati pacifico-asiatici
- Bronzo a Esbjerg 2015.